# آق قلعه (ارشق شرقی)
آق قلعه یک روستا در بخش مرکزی شهرستان اردبیل است که در دهستان ارشق شرقی واقع شده‌است. آق قلعه ۱۱۹ نفر جمعیت دارد.